# Rudolf Bultmann
Rudolf Karl Bultmann, nemški evangeličanski teolog in profesor, * 20. avgust 1884, Wiefelstede, † 30. julij 1976, Marburg.
Ukvarjal se je s področjem protestantske teologije, bil pa je tudi predavatelj in profesor Nove zaveze na Marburški univerzi. Na njegovo delo sta imeli velik vpliv: sistematična teologija in filozofija. Bultmann je bil sin protestantskega pastorja Arthurja Kennedyja Bultmanna in njegove žene Helene Bultmann. Od 1895 do 1903 je obiskoval humanistično gimnazijo v Oldenburgu. Med tem časom je bil tudi član študentske zveze Camera obscura Oldenburgensis.

## Življenje
Po diplomi je študiral protestantsko teologijo in filozofijo najprej v Tübingenu. Še posebej se je zanimal za predavanje Karla Müllerja o zgodovini cerkve. V Tübingenu je bil tudi član akademskega združenja Hedgehog. Leta 1904, po treh semestrih, se je preselil v Berlin, kjer je študiral pod vodstvom Wilhelma Heitmüllerja in Hermanna Gunkela. Že poleti leta 1905 se je Bultmann preselil v Marburg, kjer se je vse bolj začenjal osredotočati na Novo zavezo. Izmed učiteljev je imel nanj največji vpliv Wilhelm Herrmann. Bultmanna je spodbudil, da se je začel posvečati Kantovi teoretični filozofiji in Schleiermacherjevi teologiji.
Leta 1907 je opravil prvi teološki izpit. Dve leti kasneje je habilitiral s študijo eksegeze Teodorja iz Mopsuestije, tudi v Marburgu. Bultmann je sprva poučeval kot predavatelj. Leta 1916 je bil poklican v Breslau, naslednje leto pa se je poročil s Helene Feldmann. Leta 1920 so ga poklicali v Gießen, vendar se je leta 1921 vrnil kot naslednik Wilhelma Heitmüllerja nazaj v Marburg. Tam se je intenzivno ukvarjal s filozofijo Martina Heideggerja. 
V času nacizma se je Bultmann pridružil Izpovedujoči Cerkvi (Die Bekennende Kirche), jedru protestantskega upora proti nacizmu. Opozarjal je na nezdružljivost med nacistične ideologije in krščanske vere. Na tem položaju je ostal do svoje upokojitve leta 1951. 
Bultmann je bil oče filozofinje Antje Bultmann Lemke, flavtistke Gesine Diesselhorst in violončelistke Heike Bultmann ter dedek čelista Jana Diesselhorsta iz Berlinske filharmonije. 

## Teološki pristopi
Bultmannova Zgodovina sinoptične tradicije (Die Geschichte der synoptischen Tradition, 1921) je še vedno zelo vplivna kot orodje za biblijske raziskave, celo med učenci, ki zavračajo njegove analize običajnih retoričnih perikopov (pripovednih enot), ki sestavljajo evangelije, in zgodovinsko usmerjena načela “oblik kritike”.
V skladu z Bultmannovo definicijo: "Namen oblik kritike je ugotoviti izvorno obliko dela pripovedi, dominantnega besedila ali parabole. V procesu se naučimo razlikovati med sekundarnimi dodatki in oblikami in ti pa vodijo do pomembnih rezultatov v zgodovini tradicije."
Njegovo delo Das Evangelium des Johannes - Janezov evangelij, ki je bilo v tistem času zelo kontroverzno, je postalo mejnik pri raziskovanju zgodovinskega Jezusa. 
Istega leta je na predavanju o Novi zavezi in mitologiji njegovo delo Problem demitologizacije novozaveznega sporočila (Neues Testament und Mythologie. Das Problem der Entmythologisierung der neutestamentlichen Verkündigung, v zborniku Kerygma und Mythos, 1941) pozvalo tolmače, naj nadomestijo tradicionalno nadnaravnost s časovnimi in eksistenčnimi kategorijami Bultmannovega sodelavca Martina Heideggerja.
Projekt »demitologizacije razglasitve Nove zaveze« je razumel kot evangeljsko nalogo ali razjasnitev pridige. Odstranili so elemente »mitološke svetovne slike« iz prvega stoletja, ki bi lahko odtujili sodobne ljudi od krščanske vere: "Nemogoče je povrniti in rešiti preteklost svetovne podobe, še posebej mitološko svetovno sliko, zdaj ko je vse naše razmišljanje nepreklicno oblikovano z znanostjo." Bultmann je o odrešenju in večnosti rekel: »Od zdaj naprej so samo verniki in neverniki, tako da so zdaj tudi samo rešeni in izgubljeni. Tisti, ki imajo življenje in tisti, ki so v smrti.« 
Nova zaveza trdi, da se nikakor ne moremo osvoboditi našega neizogibnega padca v svetu, ampak smo lahko osvobojeni le z božjim dejanjem oziroma s spočetjem spoznanja, ki se uresniči v Kristusu. Bultmann je ostal prepričan, da so pripovedi o Jezusovem življenju ponujale teologijo v zgodbi ter poučevale v poznanem mitološkem jeziku. Ni jih bilo treba izločiti, temveč jim je bilo treba dodati pojasnila, da jih je danes mogoče razumeti. 
Menil je, da bi morala vera postati današnja realnost. Ljudje na svetu so se mu vedno zdeli razočarani in pretreseni. Vera bi morala biti odločilni življenjski akt volje, ne izločanje in poniževanje "starodavnih dokazov". 
Bultmann je v obliki kritik prenesel zgodovinsko vrednost evangelijev v resno vprašanje. Nekateri znanstveniki, kot je Craig L. Blomberg, so Bultmanna in druge kritike kritizirali zaradi prekomernega skepticizma glede zgodovinske zanesljivosti evangelijskih pripovedi. Bultamnnovega vpliva ni bilo čutiti do angleške objave dela Kerigma in mit (Kerygma and Mythos, 1948). 

## Delovanje: Bultmannova šola
Bultmann je od svojih učencev zahteval, da popravljajo in spreminjajo njegov pristop. Najpomembnejši učenci in nasledniki Bultmanna so: Ernst Käsemann, Ernst Fuchs, Günther Bornkamm, Herbert Braun, Hans Conzelmann, Willi Marxsen, Gerhard Ebeling, Walter Schmithals, Heinrich Schlier, Uta Ranke-Heinemann, Eta Linnemann, Manfred Mezger, Günter Klein in Helmut Koester. 
Po mnenju mnogih je tudi Bultmann prišel preblizu liberalnemu racionalizmu in skepticizmu. Vsi njegovi učenci so izjavili, da se vera, ki temelji na zgodovinskih dejstvih, ne dotika obstoja človeškega bitja, tako da v resničnem smislu ni resnične vere. Novozavezni teologi so razvili merila za iskanje zanesljivih informacij o Jezusu.
Tako imenovano "novo vprašanje o Jezusu" ohranja Bultmannov pogled, da krščanska vera ne more temeljiti na zgodovinskih dejstvih, temveč zgolj na eksistencialnem stiku. Mnogi protestantski in katoliški teologi danes so prepričani, da večine evangeljskih pričevanj ni mogoče šteti za zanesljiva. 
Bultmannova želja je bila posredovati sporočila Nove zaveze ljudem z znanstvenim pogledom na svet. 

## Bultmannova dela
- Die Geschichte der synoptischen Tradition (1921, 1931)
- Jesus (1926)
- Neues Testament und Mythologie (1941)
- Das Evangelium des Johannes (1941)
- Theologie des Neuen Testaments (1948–53)
- Das Urchristentum im Rahmen der Antiken Religionen (1949)